# Tactic
Tactic é uma cidade da Guatemala do departamento de Alta Verapaz.